# 토미슬라브 마리치
토미슬라브 마리치 (1973년 1월 28일 ~ )는 독일에서 태어난 크로아티아의 전 축구 선수이다.

## 통계
| 크로아티아 | 크로아티아 | 크로아티아 |
| 연도       | 출전       | 골         |
| ---------- | ---------- | ---------- |
| 2002       | 4          | 1          |
| 2003       | 5          | 1          |
| 합계       | 9          | 2          |